# Simon Estes
Simon Estes (ur. 2 lutego 1938 w Centerville) – amerykański śpiewak operowy, bas-baryton. 

## Kariera
Urodził się w rodzinie górniczej. Podjął studia na uniwersytecie w Iowa, nie myśląc o karierze śpiewaka, jednak śpiewając w szkolnym chórze został przypadkowo dostrzeżony i nakłoniony do zmiany planów. W 1964 r. rozpoczął naukę w Juilliard School już jako bas-baryton. Rok później zadebiutował na scenie w roli Amonasro w Aidzie, która to rola miała stać się jego jedną z najsłynniejszych kreacji. Międzynarodowa sława przyszła jednak w 1966 r. razem z drugą lokatą w moskiewskim konkursie muzyki Piotra Czajkowskiego. W 1978 r. zagrał tytułową rolę w Latającym Holendrze w operze berlińskiej zostając pierwszym ciemnoskórym artystą wykonującym na tej scenie pierwszoplanową rolę. W 1985 r. ponownie zaprezentował tę rolę na festiwalu w Bayreuth, a nagranie tego wystąpienia zostało uznane za jedno z najlepszych w historii wykonań tej roli. W tym samym roku Estes zagrał także Porgy'ego w operze Porgy i Bess. Śpiewał na najsłynniejszych scenach operowych na świecie, a także wykonywał partie wokalne w nagraniach oratoriów i symfonii
Częściowo z powodu koloru skóry bardzo długo nie był, mimo rosnącej sławy, do Metropolitan Opera, gdzie w końcu zadebiutował w 1982 r. w Tannhäuserze. Wielokrotnie doznawał rasistowskich uprzedzeń Partnerował Leontyne Price w jej pożegnalnym występie w Metropolitan Opera, grając ponownie Amonasro. W swojej karierze stworzył ponad 100 ról, z których obok Amonasro najwyżej cenione były kreacje wagnerowskie. W 2000 r. na prośbę potomków Martina Luthera Kinga wykonywał oratorium na uroczystościach rocznicy jego śmierci. W ostatnim czasie prezentował się na amerykańskich scenach w roli Komandora w Don Giovannim oraz występował razem z chórem Wartburg. 

## Działalność edukacyjna i dobroczynna
Pozostaje aktywnym artystą scenicznym, równocześnie wykładając na uniwersytecie bostońskim oraz w Juilliard School. Równocześnie jest przewodniczącym Fundacji Edukacyjnej Simona Estesa, która funduje stypendia dla uzdolnionych muzycznie młodych ludzi. Przewodniczy również Międzynarodowej Fundacji na rzecz Dzieci, przeznaczającej środki finansowe dla potrzebujących dzieci Szwajcarii i Bułgarii. Uczestniczy w działaniach artystycznych na rzecz Afryki oraz walki z AIDS.